# 福井舞
福井舞（1984年12月17日—）是出身于京都府京都市的日本女创作歌手，23岁时出道，所属唱片公司为J-more。

## 出道
2004年，與WADAGAKI、SHINO組合地下音樂隊Poplar，發表了兩張專輯，天照和夢死物語。在2006年時退出，2007年10月加入了Avex獨立發展，2008年2月下旬自京都上東京。
2010年8月20日，以單曲「愛之歌」初次亮相，同年9月同曲的原唱鈴聲下載數目超過50萬。11月19日，作為第二張的單曲發表「Lucky」成為了初次亮相的契機的。

## 音樂天份
使用小時學鋼琴的琴進行作曲，據說作詞是先以英語寫完，之後轉換成日語完成的，作詞及作曲都是以「Maifukui」的名義發表。

## 唱片分类

### 作品

#### 单曲
- 愛之歌（2008年8月20日）
  - 1、(5:00) 愛之歌（日本电视剧《恋空》主題歌）作词/作曲：山本加津彦
  - 2、(5:10) My Song For You 作词/作曲：福井舞
  - 3、(5:00) 愛之歌（配乐版）
  - 4、(5:10) My Song For You（配乐版）

- Lucky（2008年11月19日）
  - 1、(4:45) Lucky  作词/作曲：福井舞/編曲：Shingo.S
  - 2、(5:07) Rain-bow  作词/作曲：福井舞/編曲：Shingo.S
  - 3、(4:45) Lucky（配乐版）
  - 4、(5:08) Rain-bow（配乐版）

- Can Can/Promise You（2009年2月4日）
  - 1、Can Can（TBS系『CDTV』2009年1月度片尾曲）作词/作曲：福井舞
  - 2、Promise You  作词/作曲:山本加津彦
  - 3、Can Can（配乐版）
  - 4、Promise You（配乐版）

#### 大碟
- My Song For You（2009年3月4日）
  - 1. Can Can
  - 2. Peace Friend
  - 3. 愛之歌
  - 4. Lucky
  - 5. Plastic Girls
  - 6. 恋のゆくえ
  - 7. 青い絵
  - 8. I wanna be a Rock★Roll Star
  - 9. Hate Myself
  - 10. Promise You
  - 11. The Sound
  - 12. My Song For You